# Acte de gouvernement du Massachusetts
L'acte de gouvernement du Massachusetts (Massachusetts Government Act en anglais) fut voté par le Parlement du Royaume-Uni et devint une loi le 20 mai 1774. Cet acte est l'un des Intolerable Acts, ou Punitive Acts, ou Coercive Acts, dont le but est d'assurer la juridiction britannique sur les treize colonies d'Amérique du Nord.
L'acte aliène l'élection des conseillers et assistants de la colonie de la Baie du Massachusetts, en faisant des mandats par nomination, créés par "commission de sa Majesté, sous le sceau de la Grande-Bretagne", mandats dont « la durée est laissée au bon plaisir de sa Majesté ». Ce qui laisse les colons impuissants face au clientélisme et à la corruption. Avant le vote de cette Act, le Conseil avait un droit de veto ou celui de nommer ces conseillers et assistants.
Il est également prévu que le gouverneur de Sa Majesté nommera "tous les juges des cours inférieures de droit commun, les auditeurs, le procureur général, les prévôts, les marshals, les juges de paix et tous autres fonctionnaires appartenant au service des cours de justice" et "toute vacance des postes de président et juges de la cour supérieur de ladite province, depuis et après le 1er juillet 1774". Les membres du Conseil furent élus annuellement par une commission jointe choisie par le peuple, lui donnant ainsi quelque contrôle sur ceux qui détiendraient ces postes.
Il est de plus mentionné que les Freehoders et habitants (qui étaient en fait le gouvernement local de la Colonie), à l'exception d'une réunion annuelle destinée à choisir des hommes en mars ou en mai et les réunions nécessaire au remplacement de postes devenus vacants, devraient obtenir l'accord préalable écrit du gouverneur et qu'aucun sujet n'y serait discuté, n'ayant obtenu l'accord du gouverneur.

## Source
- (en) Cet article est partiellement ou en totalité issu de l’article de Wikipédia en anglais intitulé « Massachusetts Government Act » (voir la liste des auteurs).